# Boeing 720

Boeing 720

Le Boeing 720, initialement connu comme le 707-020, est une version de l'avion de ligne Boeing 707, destinée aux vols intérieurs, courts et moyens-courriers.
Apparu au catalogue de l'avionneur en 1959, le 720 est conçu comme un dérivé du 707-120, version initiale du 707, avec un fuselage raccourci de 2,5 m, passant de 44,2 à 41,7 m. Le 720 reprend la même motorisation que le 707-120, à savoir quatre turboréacteurs Pratt & Whitney JT3C ; l'avionneur lance ensuite une version remotorisée, le 720B, à réacteurs JT3D à double flux qui seront également disponibles sur d'autres versions du 707.
Le premier vol a eu lieu en novembre 1959 et le premier exemplaire entré en service chez United Airlines en juillet 1960. Les 720 et 720B sont construits respectivement à 65 et 89 exemplaires.

## Histoire
Deux versions de cet avion ont été construites. Le 720 original était équipé de turboréacteurs Pratt & Whitney JT3C et est entré en service en 1960. Le second, le 720B, était équipé de réacteurs Pratt & Whitney JT3D et est entré en service en 1961. Plusieurs Boeing 720 classiques ont ensuite été convertis en 720B.
Bien que seulement 154 exemplaires aient été construits, le Boeing 720 resta rentable vu le peu de coûts de recherche et de développement, étant donné qu'il s'agissait d'une version modifiée du Boeing 707-120. Il a été remplacé plus tard par le Boeing 727.
Le dernier vol d'un Boeing 720 a eu lieu le 9 mai 2012 entre l'aéroport de Montréal/Saint-Hubert (CYHU) et la Base des Forces canadiennes Trenton en Ontario (CYTR) où il est préservé au Musée national de la Force Aérienne du Canada. Cet appareil, un Boeing 720-023B immatriculé C-FETB, a été exploité par Pratt & Whitney Canada pendant 24 ans comme banc d'essais volant.

## Caractéristiques

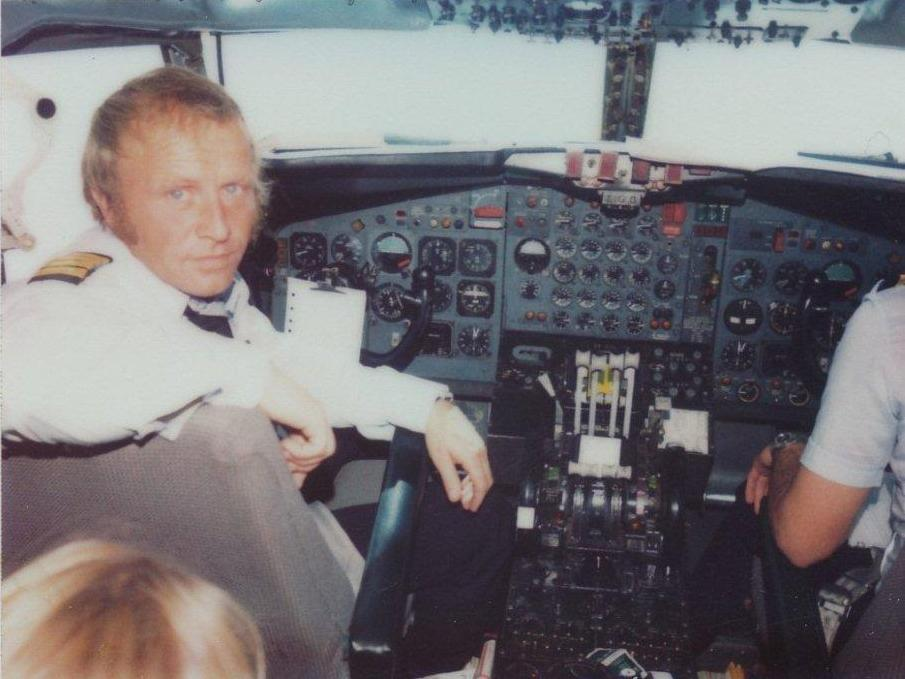
Poste de pilotage d'un B-720 en 1979.

Le Boeing 720 est grandement inspiré du 707, mais avec un fuselage raccourci de 2 mètres et demi et un rayon d'action moins important. Il était également équipé de moteurs Pratt & Whitney JT3D, pour la plus grande partie des appareils en service.
Le Boeing 720 mesure 41 mètres de long, 12 mètres de hauteur et 39,8 mètres d'envergure. Sa vitesse de croisière est de 980 km/h, mais il peut atteindre jusqu'à 1 009 km/h. Il peut transporter 112 passagers en configuration classique (deux classes) et jusqu'à 149 en classe économique.

## Compagnies ayant utilisé l'appareil
Les compagnies ci-dessous ont pris possession de Boeing 720 neufs.
 Allemagne de l'Ouest

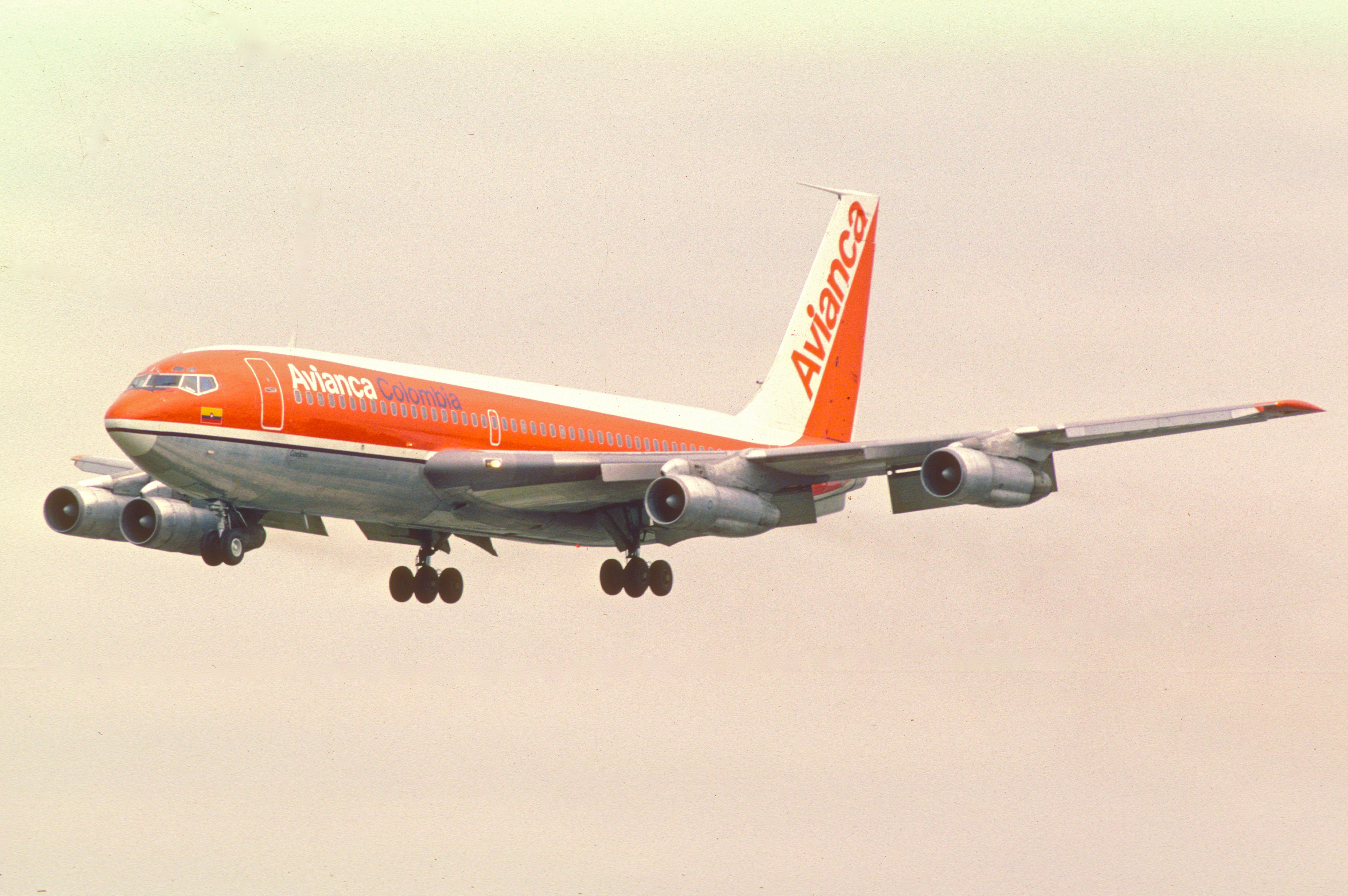
Un Boeing 720 d'Avianca.

- Lufthansa 8 x 720B, livrés entre 1961 et 1962

 Colombie
- Avianca 3 x 720B, livrés entre 1961 et 1965

 États-Unis
- American Airlines 10 x 720 livrés en 1960 et 15 x 720B délivrés en 1961
- Braniff International 5 x 720 livrés entre 1961 et 1963
- Continental Airlines 8 x 720B livrés entre 1962 et 1966
- Eastern Air Lines 15 x 720 livrés entre 1961 et 1962
- Federal Aviation Administration 1 x 720 livré en 1961
- Northwest Airlines 13 x 720B livrés entre 1961 et 1964
- Pacific Northern Airlines 2 x 720 livrés en 1962
- United Airlines 29 x 720 livrés entre 1960 et 1962
- Western Airlines 27 x 720B livrés entre 1961 et 1967

 Éthiopie

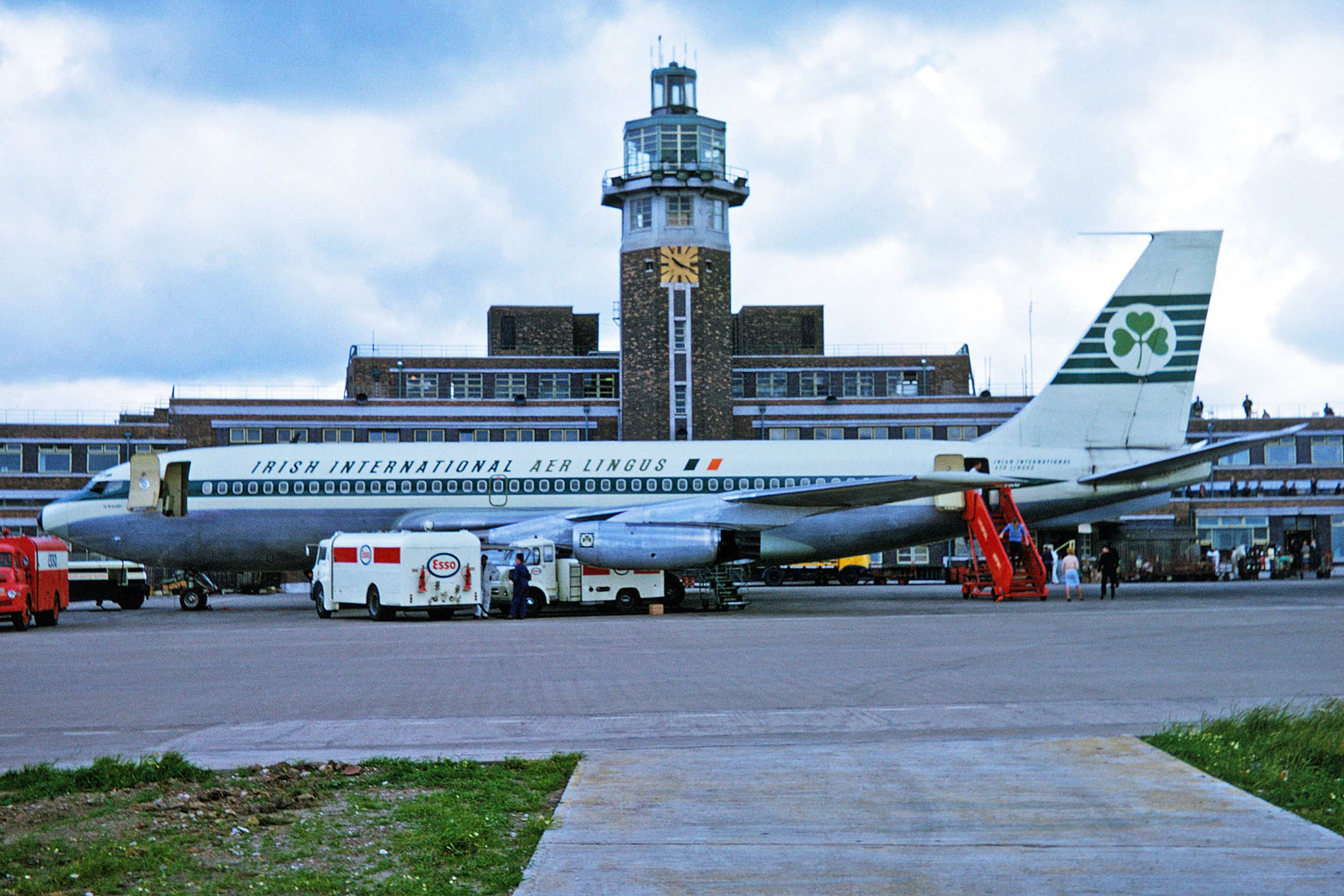
Un Boeing 720 d'Aer Lingus.

- Ethiopian Airlines 3 x 720B, livrés entre 1962 et 1965

 Irlande
- Aer Lingus 3 x 720 livrés entre 1960 et 1961

 Israël
- El Al 2 x 720B livrés en 1962

 Pakistan
- Pakistan International Airlines 4 x 720B livrés entre 1961 et 1965

## Préservation
Plusieurs Boeing 720 ont été préservés
- le 720-051B immatriculé 18351, autrefois utilisé comme transport VIP par la Force aérienne de la République de Chine, est exposé au musée de Gangshan à Taïwan[4].
- le 720-030B immatriculé HK-749 fait partie des collections du musée des enfants de Bogotá (es)[5]. Ce fut le premier appareil à réaction utilisé par une compagnie colombienne (Avianca)[6].
- le 720-047B immatriculé AP-AXL et ayant appartenu à PIA est exposé au PIA Planetarium (en) de Lahore[7].
- le 720-023B immatriculé C-FETB, qui était le dernier Boeing 720 en service, a été donné au Musée national de la Force aérienne du Canada situé à Trenton[8].